# Attagenus indicus
Attagenus indicus es una especie de coleóptero de la familia Dermestidae.

## Distribución geográfica
Habita en India y Nepal.